# Дивак Микола Петрович
Мико́ла Петро́вич Дива́к (нар. 12 червня 1964, с. Верба Дубенського району Рівненської області) — український науковець, доктор технічних наук, професор, Заслужений діяч науки і техніки України, декан факультету комп'ютерних інформаційних технологій ЗУНУ (до 2023 року), проректор з наукової роботи ЗУНУ.

## Життєпис
Микола Дивак народився 12 червня 1964 року в селі Верба, що на Рівненщині. У 1986 році закінчив з відзнакою Львівський політехнічний інститут за спеціальністю «Радіотехніка» та отримав кваліфікацію радіоінженера.
Микола Петрович розпочав свою трудову діяльність в Львівському науково-дослідному радіотехнічному інституті у 1986 році на посаді інженера.

З 1989 по 1992 рр. — науковий співробітник кафедри автоматики Московського енергетичного університету.

У 1992 році Микола Петрович захистив дисертацію на присудження наукового ступеня кандидата технічних наук.

З 1992 по 1994 рр. — викладач кафедри інформаційно-обчислювальних систем та управління Тернопільського національного економічного університету.

З 1994 по 2002 рр. — доцент кафедри моделювання та оптимізації економічних процесів і систем Тернопільського національного економічного університету.

У 2003 році Микола Дивак захистив дисертацію на присудження наукового ступеня доктора технічних наук на тему: «Теоретичні засади побудови моделей „вхід-вихід“ статичних систем методами аналізу інтервальних даних».

У 2004 році Миколі Петровичу присвоєно вчене звання професора комп'ютерних наук.

З 2002 по 2005 рр. — професор, завідувач кафедри комп'ютерних наук Тернопільського національного економічного університету.

2005—2014 рр. — декан факультету комп'ютерних інформаційних технологій, завідувач та професор кафедри комп'ютерних наук Тернопільського національного економічного університету.

2014—2020 рр. — декан факультету комп'ютерних інформаційних технологій та професор кафедри комп'ютерних наук Тернопільського національного економічного університету.
У 2018 р. Миколі Диваку присвоєно почесне звання «Заслужений діяч науки і техніки України».

2020—2023 рр. — декан факультету комп'ютерних інформаційних технологій та професор кафедри комп'ютерних наук Західноукраїнського національного університету.

З 2023 року — проректор з наукової роботи та професор кафедри комп'ютерних наук Західноукраїнського національного університету.

З 2023 року — член асоціації IEEE (Institute of Electrical and Electronics Engineers).

У професійній діяльності Микола Петрович широко використовує зарубіжний досвід, працює над удосконаленням навчального процесу, навчально-наукового процесу, бере участь у роботі наукових семінарів, регіональних та міжнародних конференцій.

## Наукова діяльність
Наукові інтереси: математичне моделювання статичних, динамічних систем і систем з розподіленим керуванням; ідентифікація структури та параметрів системи; обчислювальні методи; розпаралелювання обчислень для завдань інтервального аналізу, інтервальний аналіз даних; застосування інтервальних методів для моніторингу навколишнього середовища та для моделювання розподілених систем.
Дивак М. П. сформував наукову школу в галузі математичного моделювання. Микола Дивак є розробником теорії індуктивного моделювання статичних систем на основі інтервального підходу.
Микола Петрович є членом двох спеціалізованих вчених рад із захисту дисертацій на здобуття наукового ступеня доктора (кандидата) технічних наук Д 35.052.05 Львів, НУ «Львівська політехніка» і Д 58.082.02 Тернопіль, ЗУНУ. Під його керівництвом успішно захищено 18 кандидатських (PhD) і 4 докторських дисертації.
Дивак М. П. з 2007 року по 2014 рік був членом експертних рад при ДАК МОН України з комп'ютерних наук і технологій та національної безпеки. З 2007 по 2015 роки член підкомісії з програмної інженерії НМК МОН України з галузі знань «Інформатика та обчислювальна техніка». З 2016 року член підкомісії з інженерії програмного забезпечення НМК МОН України з інформаційних технологій, автоматизації та телекомунікацій. З 2007 року по теперішній час є експертом секції «Інформатика та кібернетика» Наукової ради МОН України.
Микола Петрович є постійним членом редакційної колегії міжнародних наукових конференцій, матеріали яких індексуються наукометричною базою Scopus та (або), Web of Science, зокрема: ITIB, CPEE, TCSET, DSMP, CSIT, IDAACS. Рецензент міжнародних наукових журналів Computing ISSN 1727-6209 (Scopus); індуктивне моделювання складних систем; Computational problems of electrical engineering ISSN 2224-0977 (Print) ISSN 2309-4834 (Online). Співголова та організатор міжнародної конференції Advanced Computer Information Technologies (ACIT), електронний ресурс — acit.wunu.edu.ua.
Дивак М. П. проходив стажування: з 1 серпня по 28 грудня 1994 р. на факультеті автоматизації Університету Цінхуа, Пекін, Китай; в березні 2008 р. у компанії «Global Logic» за програмою «Організація процесу розробки програмного забезпечення». Стажування в «IT FOR UNI: BOOTCAMP», організованому асоціацією IT-Ukraine за програмою «Менеджмент та адміністрування на прикладі ІТ-галузі» у 2023 році.
Візит-професор Морського університету (м. Гдиня, Польща), 2015—2020 рр. Візит-професор Технічного університету Лодзі (Лодзь, Польща), 2016—2017 рр. З 2022 р. — візит-професор Куявсько-Поморського університету в Бидгощі (Польща).
Микола Дивак автор понад 400 наукових статей і методичних розробок, зокрема 5 монографій (одна англійською мовою) та 2 навчальних посібники, понад 150 статей у фахових виданнях, понад 180 статей та матеріалів конференцій індексованих наукометричними базами Scopus, та (або) Web of Science, 4 авторських свідоцтв СРСР і 7 патентів України на винаходи, більшість з яких впроваджена.
Індекс Хірша в Scopus складає 21, у Web of Science — 8.

## Нагороди та відзнаки
- Грамоти МОН України (2007 р., 2011 р.)
- Почесні грамоти Міністерства освіти і науки України (2006 р., 2008 р., 2009 р.)
- Грамота та нагрудний знак Верховної Ради України (2016 р.)
- Заслужений діяч науки і техніки України (2018 р.)

## Основні публікації

### Українською мовою
- Дивак, М. П. Ідентифікація параметрів різницевого оператора в задачах моделювання процесів поширення забруднень методами аналізу інтервальних даних [Електронний ресурс] / М. П. Дивак, А. В. Пукас, Т. М. Дивак // Наукові праці Донецького національного технічного університету. Сер. : Інформатика, кібернетика та обчислювальна техніка. –2009. — Вип. 10. — С. 224—229. — Режим доступу : http://dspace.wunu.edu.ua/handle/316497/6767 [Архівовано 7 червня 2021 у Wayback Machine.].
- Дивак, М. П. Особливості комп'ютерної реалізації методу локалізації параметрів інтервальних моделей із виділенням «насиченого блоку» [Електронний ресурс] / М. П. Дивак, А. В. Пукас, І. С. Олійник // Інформаційні технології та комп'ютерна інженерія. — 2014. — № 2. — С. 59-71. — Режим доступу : http://dspace.wunu.edu.ua/handle/316497/6766 [Архівовано 7 червня 2021 у Wayback Machine.].
- Дивак, М. Дослідження цільової функції в задачах параметричної ідентифікації інтервального різницевого оператора із заданою точністю [Електронний ресурс] / Микола Дивак, Тарас Дивак, Петро Стахів // Computing = Комп'ютинг. — 2011. — Т. 10, вип. 2. — С. 162—170. — Режим доступу : http://dspace.wunu.edu.ua/handle/316497/32370 [Архівовано 7 червня 2021 у Wayback Machine.].
- Дивак, М. П. Ідентифікація дискретних моделей систем з розподіленими параметрами на основі аналізу інтервальних даних [Електронний ресурс]: монографія / М. П. Дивак, Н. П. Порплиця, Т. М. Дивак. — Тернопіль: Економічна думка ТНЕУ, 2018. — 220 с. — Режим доступу : http://dspace.tneu.edu.ua/handle/316497/30569 [Архівовано 20 лютого 2020 у Wayback Machine.].
- Дивак, М. П. Задачі математичного моделювання статистичних систем з інтервальними даними [Електронний ресурс]: монографія / М. П. Дивак. — Тернопіль: Економічна думка ТНЕУ, 2011. — 216 с. — Режим доступу : http://dspace.wunu.edu.ua/handle/316497/628 [Архівовано 7 червня 2021 у Wayback Machine.].
- Дивак, М. П. Системний аналіз: метод. посіб / М. П. Дивак. — Тернопіль: Економічна думка, 2004. — 136 с. — Режим доступу : http://dspace.wunu.edu.ua/handle/316497/627 [Архівовано 7 червня 2021 у Wayback Machine.].
- Дивак, М. Дослідження цільової функції в задачах параметричної ідентифікації інтервального різницевого оператора із заданою точністю [Текст] / Микола Дивак, Тарас Дивак, Петро Стахів // Комп'ютинг. — 2011. — Т. 10, вип. 2. — С. 162—170.
- Мартинюк, В. Моделювання індикаторів економічної безпеки держави засобами штучної нейронної мережі з радіально-базисними функціями [Електронний ресурс] / В. Мартинюк, М. Дивак, Н. Савка // Світ фінансів. — 2011. — Вип. 1. — С. 56-66. — Режим доступу : http://dspace.wunu.edu.ua/handle/316497/18678 [Архівовано 7 червня 2021 у Wayback Machine.].
- Методичні вказівки до виконання та захисту випускної кваліфікаційної роботи та проходження і оформлення звіту зі стажування(виробничої та переддипломної практики) здобувачів ступенів вищої освіти «бакалавр» та «магістр» [Текст]: за спеціальністю 121 «Інженерія програмного забезпечення» / уклад. : А. В. Пукас, М. П. Дивак, І. Я. Співак [ та ін.]. — Тернопіль: ТНЕУ, 2019. — 44 с.
- Основи інженерії програмного забезпечення [Текст]: метод. вказівки / уклад. М. П. Дивак, Н. П. Порплиця, І. С. Олійник. — Тернопіль: ТНЕУ, 2019. — 54 с.
- Пасічник, Н. Р. Математична модель динаміки відвідуваності тематичних Вебсайтів та методи її ідентифікації [Електронний ресурс] / Н. Р. Пасічник, Р. М. Пасічник, М. П. Дивак // Індуктивне моделювання складних систем: зб. наук. праць. — Київ, 2013. — Вип. 5. — С. 236—246. — Режим доступу : http://dspace.wunu.edu.ua/handle/316497/37213 [Архівовано 7 червня 2021 у Wayback Machine.].
- Професійна практика та комунікації програмної інженерії [Текст]: метод. вказівки / авт.-уклад. І. Ф. Войтюк, А. В. Пукас, М. П. Дивак. — Тернопіль: ТНЕУ, 2019. — 31 с.
- Стахів, Я. Теоретичні основи моделювання економічних збитків довкіллю внаслідок забруднення атмосфери шкідливими викидами автотранспорту із застосуванням інтервального різницевого оператора [Текст] / Ярослав Стахів, Микола Дивак, Оксана Кушнір // Економічний аналіз. — 2014. — Т. 15, № 1. — С. 154—164.
- Теоретичні основи електротехніки [Текст]: зб. задач. Ч. 2 / М. В. Говикович, А. Ю. Воробкевич, Н. П. Мусихіна [та ін.] ; за ред. П. Г. Стахіва. — Львів: Вид-во Львівської політехніки, 2014. — 404 с.
- Дивак М. П., Мельник А. М., Манжула В. І., Співак І. Я., Порплиця Н. П. Знання-орієнтовані системи для ідентифікації інтервальних математичних моделей складних динамічних та статистичних об'єктів: монографія. Тернопіль. ВПЦ «Університетська думка», 2024. 294 с.

### Англійською мовою
1. Design of experiments and data analysis: New trends and results / E.Letzky, A.Voshinin, M.Dyvak, S.Simoff, A.Orlov, V.Gorsky, E.Nikitina, V.Nosov / Edited by E.Letzky, Moscow, ANTAL, 1993, 192 pages.
2. M. Dyvak. Tasks of mathematical modeling the static systems with interval data, Ternopil, Ekonomichna Dumka, 2012, 216 p. (Ukrainian).
3. M. Dyvak, N. Porplytsya, T. Dyvak. Identification of discrete models of systems with distributed parameters based on the interval data analysis, Ternopil, Ekonomichna Dumka, 2018, 220 p. (Ukrainian).
4. Applied problems of structural and parametric identification of interval models of complex objects [Electronic resource]: monograph / MP Dyvak, AV Pukas, NP Porplytsia, AM Melnyk. — Ternopil: University Thought, 2021. — 212 p.
5. M.Dyvak, Design of — and — optimal experiments in problems of interval models identification, Journal of Automation and Information Sciences, Vol. 33, 2001, 34-41. (Scopus)
6. M.Dyvak, A.Pukas, Serial Planning of -optimal Experiments for Constructing Interval Models of Static Systems //Journal of Automation and Information Sciences.- 2004.- Vol.36.- Issue 9. pp. 23-28 (Scopus)
7. M.Dyvak, P.Stakhiv, I.Calishchuc, Identification of «input-output» dynamic model of the electrical circuits on the basis of interval data, Przeglad Elektrotechniczny (Organ Stowarzyszenia Elektrykow Polskich), Vol.2, 2005, 60-62. (Scopus)
8. M.Dyvak, V.Yaskiv, A.Pukas. Interval Estimation of Weight-Dimensional Characteristic of High-Frequency Magnetic Amplifier of Pulse Power Supplies .// Przeglad elektrotechniczny (Electrical Review). — 2009. — № 4.– P. 92-94(Scopus)
9. M. Dyvak Problems of mathematical modeling of static systems with the interval data.-Ternopil: Publishers TNEU "Economichna Dumka, 2011.-216 с.
10. M. Dyvak, A.Pukas, O.Kozak. Interval Model for Identification of Laryngeal Nerves.//PRZEGLĄD ELEKTROTECHNICZNY (Electrical Review), ISSN 0033-2097, R. 86 NR 1/2010, pp.139-140. (Scopus)
11. M. Dyvak, A. Pukas, P. Stakhiv. Algorithms of parallel calculations in task of tolerance ellipsoidal estimation of interval model parameters. .Bulletin of the Polish academy of sciences: Technical Sciences, ISSN 0239-7528- Vol. 60 Issue 1, 2012, pp. 159—164. (Scopus)
12. M. Dyvak, Yu.Bobalo, P.Stakhiv. The estimation of radio-electronic devices reliability on the basis of interval data analysis.//PRZEGLĄD ELEKTROTECHNICZNY ISSN 0033-2097, R. 89 NR 4/2013, pp.263-265. (Scopus)
13. M. Dyvak, N.Kasatkina, A. Pukas, N.Padletska.Spectral analysis the information signal in the task of identification the recurrent laryngeal nerve in thyroid surgery.//PRZEGLĄD ELEKTROTECHNICZNY ISSN 0033-2097, R. 89 NR 6/2013, pp. 275—277(Scopus)
14. Petro Stakhiv M. Dyvak, Yu.Bobalo, S.Krepych, P.Stakhiv Evaluation of functional device suitability considering both random thechnological deviations of its parameters from their nominal values and the process of components’ aging//PRZEGLĄD ELEKTROTECHNICZNY ISSN 0033-2097, R. 90 NR 4/2014, pp.224-228. (Scopus)
15. Dyvak, M., Pukas, A., Melnyk, A., Klos-Witkowska, A., Karpinski, Mathematical model in task of recurrent laryngeal nerve identification by electrophysiological method //PRZEGLĄD ELEKTROTECHNICZNY ISSN 0033-2097, R. 93 NR 12/2017, pp. 266—270. (Scopus)
16. Dyvak, M., Porplytsya N., Maslyiak Yu, Shynkaryk M. Method of parametric identification for interval discrete Dynamic models and the computational scheme of its implementation // eBook Packages: Edited by Shakhovska N., Stepashko V. / Advances in intelligent systems and computing II, 2017, Vol 689, Springer, Cham, PP. 101—112. (Scopus)
17. Dyvak, M., Porplytsya N. Formation and Identification of a Model for Recurrent Laryngeal Nerve Localization During the Surgery on Neck Organs// eBook Packages: Edited by Shakhovska N., Medykovskyy M. / Advances in intelligent systems and computing III, 2019, Vol 871 , Springer Nature Switzerland AG, PP. 391—404. ISSN: 21945357, https://Doi.org/10.1007/978-3-030-01069-0_28. (Scopus)
18. Dyvak, M. P. ; Porplytsya, N. P. ; Maslyiak, Y. B.; Pukas, A., V; Melnyk, A. M. Method of Identification of Models of Objects with Distributed Parameters with a Spatially Distributed Control based on Interval Data Analysis// RADIO ELECTRONICS COMPUTER SCIENCE CONTROL, No 2, 2017, pp. 150—159. (Web of Science)
19. Mykola Dyvak, Andriy Kovbasistyi, Andriy Melnyk, Liubov Turchyn, Yevgeniya Martsenyuk. System for web resources content structuring and recognizing with the machine learning elements// Radio Electronics Computer Science Control, No 3(46), 2018, pp. 128—134. (Web of Science)
20. Dyvak, M., Porplytsya, N., Maslyiak, Y. Modified method of structural identification of interval discrete models of atmospheric pollution by harmful emissions from motor vehicles// eBook Packages: Edited by Shakhovska N., Medykovskyy M. / Advances in intelligent systems and computing, 2020, Vol 1080, Springer, PP. 491—507. ISSN: 21945357, https:// DOI: 10.1007/978-3-030-33695-0_33. (Scopus)
21. Dyvak, M.; Rot, A.; Pasichnyk, R.; Tymchyshyn, V.; Huliiev, N.; Maslyiak, Y. Monitoring and Mathematical Modeling of Soil and Groundwater Contamination by Harmful Emissions of Nitrogen Dioxide from Motor Vehicles. Sustainability 2021, 13, 2768. https://doi.org/10.3390/su13052768
22. Dyvak, M.; Papa, O.; Melnyk, A.; Pukas, A.; Porplytsya, N.; Rot, A. Interval Model of the Efficiency of the Functioning of Information Web Resources for Services on Ecological Expertise. Mathematics 2020, 8, 2116. https://doi.org/10.3390/math8122116 (Scopus, Web of Science)
23. Dyvak, M., Melnyk, A., Mazepa, S., Stetsko, M. (2022). An Ontological Approach to Detecting Irrelevant and Unreliable Information on Web-Resources and Social Networks. In: Klymash, M., Beshley, M., Luntovskyy, A. (eds) Future Intent-Based Networking. Lecture Notes in Electrical Engineering, vol 831. Springer, Cham. https://doi.org/10.1007/978-3-030-92435-5_27 (Scopus)
24. Winiarski, S., Molek-Winiarska, D., Chomątowska, B., Sipko, T., & Dyvak, M. (2021). Added value of motion capture technology for occupational health and safety innovations. Human Technology, 17(3), 235—260. https://doi.org/10.14254/1795-6889.2021.17-3.4 (Scopus)
25. Mykola Dyvak, Andriy Melnyk, Artur Rot, Marcin Hernes, Andriy Pukas, «Ontology of Mathematical Modeling Based on Interval Data», Complexity, vol. 2022, Article ID 8062969, 19 pages, 2022. https://doi.org/10.1155/2022/8062969 (Scopus, Web of Science)
26. Dyvak, M., Pasichnyk, R., Melnyk, A., Dyvak, A., & Otoo, F. (2023). Transformation of Mathematical Model for Complex Object in Form of Interval Difference Equations to a Differential Equation. International Journal of Computing, 22(2), 219—224. https://doi.org/10.47839/ijc.22.2.3091 (Scopus, Web of Science)
27. Dyvak, M.; Spivak, I.; Melnyk, A.; Manzhula, V.; Dyvak, T.; Rot, A.; Hernes, M. Modeling Based on the Analysis of Interval Data of Atmospheric Air Pollution Processes with Nitrogen Dioxide due to the Spread of Vehicle Exhaust Gases. Sustainability 2023, 15, 2163. https://doi.org/10.3390/su15032163 (Scopus, Web of Science)
28. Manzhula, V., Dyvak, M., & Zabchuk, V. (2024). The Improved Method for Identifying Parameters of Interval Nonlinear Models of Static Systems. International Journal of Computing, 23(1), 19-25. https://doi.org/10.47839/ijc.23.1.3431